# Жениш
Жениш (кирг. Жеңиш) — село в Кадамжайском районе Баткенской области Кыргызстана. Административный центр айылного аймака Исхак-Полотхан..

## География
Село расположено в восточной части области, вблизи государственной границы с Узбекистаном, на расстоянии приблизительно 8 километров (по прямой) к северо-западу от города Кадамжай, административного центра района. Абсолютная высота — 756 метров над уровнем моря.

## История
До 1 января 2023 года село носило название Халмион.

## Население
Согласно оценочным данным Национального статистического комитета Кыргызской Республики, численность населения села на начало 2023 года составляла 6475 человек.
| год     | 2009 | 2014 | 2015 | 2020 | 2021 | 2023 |
| ------- | ---- | ---- | ---- | ---- | ---- | ---- |
| человек | 4602 | 4348 | 5624 | 6229 | 6274 | 6475 |